# Birkebeinerløpet

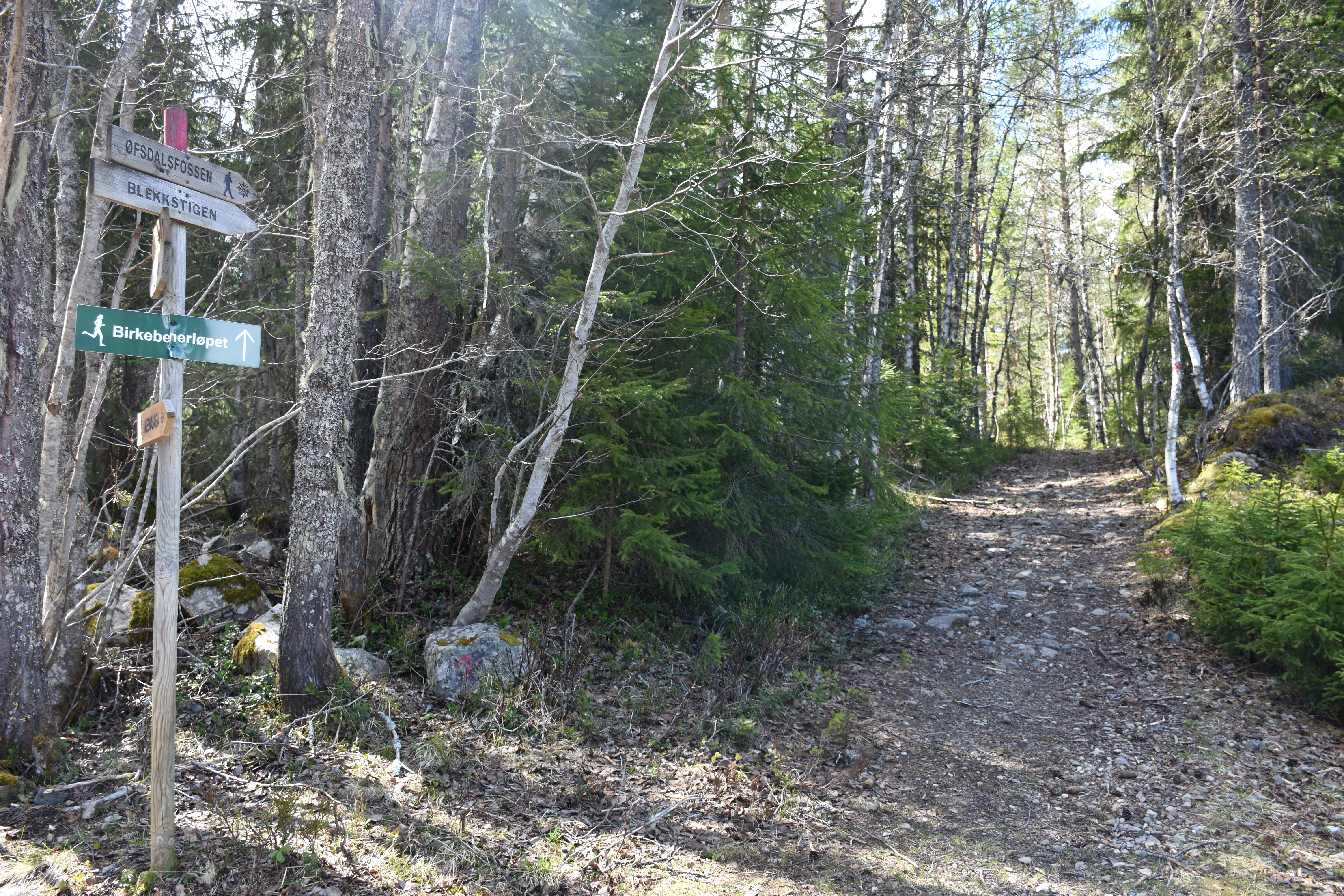
Křižovatka cest u Mesnasaga

Birkebeinerløpet je teréní běžecký závod inspirovaný lyžařským závodem Birkebeinerrennet, který pořádá stejný pořadatel. Závod se koná každoročně od roku 1999.
Závod začínal v běžecké aréně Sjusjøen a končil v Lillehammeru mezi Kristins Hall a Håkons Hall. Je dlouhý 21 km a má převýšení mezi startem a cílem 600 metrů. Trať nevedla stejnou trasou jako sjezdovka ze Sjusjøen dolů směrem na Lillehammer. Před závodem v roce 2009 byla trasa závodu změněna.
V roce 2025 se bude závod konat 14. června již po sedmadvacáté. Startovat se bude na lyžařském stadionu Birkebeineren a cíl je v Håkons Hall, Lillehammer. Trať o délce 21 km vede lesním terénem na rozmanitých površích - po stezkách, stezkách pro vozíky, travnatých lyžařských stezkách a na starých olympijských stezkách a cyklostezkách. Všichni soutěžící musí dovršit 16 let k 31. prosinci 2025.
V birkebeinerløpetu se prosadili především běžci na lyžích, orientační běžci a běžci na dlouhé tratě.